# Швейцария в эпоху Наполеоновских войн
Во время французских революционных войн французские армии в движении на восток к Австрии пересекали территорию Швейцарского союза. В 1798 году Швейцария была полностью захвачена французами и была переименована в Гельветическую республику, которая в дальнейшем на фоне войны второй коалиции столкнулась с серьёзными экономическими и политическими проблемами. В 1798 году страна стала полем битвы революционных войн, кульминацией которых стали битвы при Цюрихе в 1799 году.
В 1803 году наполеоновский акт посредничества восстановил Швейцарскую Конфедерацию, суверенитет кантонов, а бывшие подчиненные и союзные территории Аргау, Тургау, Граубюнден, Санкт-Галлен, Во и Тичино стали равноправными кантонами.
Венский конгресс 1815 года восстановил независимость Швейцарии и признал её нейтралитет. В это время территория Швейцарии была в последний раз увеличена за счет новых кантонов Вале, Невшатель и Женева.
Реставрация отметилась беспорядками, и борьбой сельского населения против ига городских центров, например в ходе Цюрихского путча 1839 года.

## Падение старого режима
В последние годы Старого режима растущие конфликты по всей Конфедерации из-за противостояния аристократических городов крестьянам-фермерам, протестантов католикам и борьбы кантонов отвлекли внимание Сейма. Основанный в 1790 году в Париже несколькими изгнанными Водуа и Фрибургерами Гельветический клуб стал центром распространения идей французской революции в западной части Конфедерации. В течение следующих восьми лет в Швейцарии вспыхнули ряд восстаний, оказавшихся успешными: в 1790 году Нижний Вале восстал против верхних округов, в 1791 году Поррентрю восстал против епископа Базеля и в ноябре 1792 года объявил себя Раурацианской республикой, в 1793 году произошло восстание во французском департаменте Мон, 1795 году Санкт-Галлен успешно восстал против князя-аббата. Эти восстания вдохновлялись и поддерживались Францией, но французская армия не участвовала в боевых действиях против конфедерации.
Однако после успеха французов в войне первой коалиции (1792—1797) против армий Пруссии и Австрии пришло время для прямых действий против аристократического Ancien Régime в Швейцарии. В 1797 г. при поддержке Франции восстали зависимые от Трех Лиг районы Кьявенны, Вальтеллины и Бормио, которые были быстро захвачены и 10 октября 1797 года присоединены к Цизальпинской республике. В декабре того же года епископство Базеля было оккупировано и аннексировано. 9 декабря 1797 года член гельветического клуба из кантона Во Фредерик Сезар Лагарп попросил Францию вторгнуться в Берн для защиты этого региона. Увидев шанс устранить феодального соседа и получить богатство Берна, Франция согласилась. К февралю 1798 года французские войска заняли Мюлуз и Биль/Бьен, в то время как другая армия вошла в Во, и провозгласила Леманскую республику. Сейм в ужасе распался, не предприняв никаких шагов для предотвращения надвигающейся бури. 5 марта войска вошли в Берн, покинутый союзниками и отвлеченный внутренними ссорами. Когда этот оплот аристократической партии оказался в руках революционеров, старая Конфедерация рухнула.

## Гельветическая республика
12 апреля 1798 года 121 кантональный депутат провозгласил Гельветическую республику. Новая власть уничтожила суверенитет кантонов и феодальные права, французский оккупационный корпус поддерживал создание централизованного государства на идеях французской революции.
Ранее каждый кантон обладал полным суверенитетом над своей территорией или территориями. Централизованной власти было мало, а вопросы, касающиеся страны в целом, ограничивались собранием ведущих представителей кантонов на сейме.
Конституция Гельветической республики была разработана главным образом магистратом из Базеля Петером Оксом. Он учредил центральный двухпалатный законодательный орган, в который вошли Большой совет (по 8 членов на кантон) и Сенат (по 4 члена на кантон). Исполнительная власть, известная как Директория, состояла из 5 членов. Конституция также устанавливает фактическое швейцарское гражданство, а не только гражданство кантона по рождению. С швейцарским гражданством пришла абсолютная свобода селиться в любом кантоне, политические коммуны теперь состояли из всех жителей, а не только из бюргеров. Однако общинная земля и собственность остались у бывших местных бюргеров, которые были собраны вместе в Bürgergemeinde.
Никакого общего согласия относительно будущего Швейцарии не существовало. Руководящие группы разделились на стремившихся к объединению республики унитаристов и федералистов, которые представляли старую аристократию и требовали возврата к кантональному суверенитету. Участились попытки организации государственного переворота, и новой власти для выживания пришлось полагаться на поддержку французов, которые разграблением многих городов и деревень только осложняли положение страны.
Многие швейцарские граждане сопротивлялись этим «прогрессивным» идеям, особенно в центральных районах страны. Некоторые из наиболее спорных аспектов нового режима ограничивали свободу вероисповедания, что возмутило многих наиболее набожных граждан. Произошло несколько восстаний: три лесных кантона (Ури, Швиц и Унтервальден) восстали в начале 1798 года, восстание было подавлено в апреле и мае (Швиц), и августе — сентябре (Унтервальден).
После восстания лесных кантонов некоторые кантоны были объединены, что снизило их антицентралистскую эффективность в законодательной власти. Ури, Швиц, Цуг и Унтервальден вместе стали кантоном Вальдштеттен; Гларус и Зарганзерланд стали кантоном Линт, а Аппенцелль и Санкт-Галлен вместе стали кантоном Сентис.

### Падение республики
Несмотря на вёдшиеся на территории республики боевые действия, нестабильность в ней достигла пика в 1802—1803 годах и вылилась в гражданскую войну, кульминацией которой стала так называемая «Палочная война» (Stecklikrieg), восстание федералистов против Гельветической республики летом и осенью 1802 года. Вместе с сопротивлением на местах, финансовые проблемы привели к коллапсу государства и переезду правительства в Лозанну. За четыре года своего существования республика приняла шесть конституций.
Первый консул Франции Наполеон Бонапарт пригласил в Париж на переговоры обе стороны конфликта. 19 февраля 1803 года был принят акт посредничества, возрождавший кантоны и конфедерационный статус Швейцарии.
Период Гельветической республики является очень противоречивым в истории Швейцарии. Впервые в своей истории Швейцария объединилась и сделала шаг к федерализму, а местное население идентицицировало себя общим народом, а не жителями отдельных кантонов. Для ряда кантонов (Во, Таргау, Тичино) этот период ознаменовал политическую свободу от власти других кантонов, в то время как для ряда иных кантонов (Берн, Нидвальден, Швиц) — военное поражение и оккупацию. В 1995 году федеральный парламент страны принял решение не отмечать 200-летнюю годовщину образования республики, но разрешил отдельным кантонам отметить это событие при наличии желания.

## Акт посредничества (1803—1815)
После отступления французских войск в июле 1802 года Гельветическая республика пала, и Наполеон решил умиротворить сторонников прежних порядков и республиканцев актом посредничества.
Были восстановлены первоначальные тринадцать кантонов старой конфедерации, к которым добавилось шесть новых (Санкт-Галлен и Гризон раньше были ассоциированными членами союза, а Ааргау, Тургау, Тичино, Во — территориальными завоеваниями в XV и XVI веках).
Акт предоставил каждому из кантонов собственную конституцию, в Федеральном акте (Acte Fédéral) описывались отношения между ними и полномочия Федерального парламента. В нём шесть кантонов с населением более 100 тыс. человек (Берн, Цюрих, Во, Санкт-Галлен, Гризон и Ааргау) имели по два голоса, остальные кантоны — по одному. Заседания проходили в Фрибурге, Берне, Золотурне, Баселе, Цюрихе и Люцерне. В демократических кантонах возродили народные парламенты или Landsgemeinde, в других случаях власть находилась в руках высшего совета (легислатуры) или малого совета. Больше не было привилегированных классов бюргеров или избранных земель, каждый швейцарец получал свободу перемещения и поселения на территории всего союза.
Однако вскоре дарованные Францией права начали нарушаться. В 1806 году княжество Невшатель было передано маршалу Луи Бертье, Тичино с 1810 было оккупировано французами, а Во с этого же года с целью обеспечения контроля над перевалом Симплон стало одноимённым французским департаментом. В 1805 году свобода перемещения была заменена парламентом на ценз в 10 лет проживания на одном месте, также прекратилась гарантия соблюдения политических прав.
Когда с 1812 года власть Наполеона начала ослабевать, Швейцария начала ощущать угрозу со стороны Австрии, которая поддержала реакционную партию и введя 21 декабря 1813 года войска вынудила парламент отменить конституцию 1803 года.
6 апреля 1814 года т.н. Долгая Диета была созвана для изменения конституции, но он бездействовал вплоть до 12 сентября, когда Во, Невшатель и Женева получили статус полноценных членов союза. Вплоть до Венского конгресса Диете удалось добиться малого.